# Realismo modal
Realismo modal é a visão proposta pelo filósofo David Lewis de que todos os mundos possíveis são reais da mesma forma que o mundo atual: eles são "de um tipo com este nosso mundo". É baseado em quatro premissas: mundos possíveis existem, os mundos possíveis não são diferentes em tipo do mundo atual, os mundos possíveis são entidades irreduzíveis, e o termo atual em mundo atual é indexical, ou seja, qualquer sujeito pode declarar seu mundo como sendo o atual, assim como rotulam o lugar onde estão como "aqui" e o tempo em que estão como "agora".
A "Realidade Modal Estendida" é uma forma de realismo modal que envolve compromissos ontológicos não apenas com mundos possíveis, mas também com mundos impossíveis. Os objetos são concebidos como estando distribuídos na dimensão modal, ou seja, como tendo não apenas partes espaciais e temporais, mas também partes modais. Isso contrasta com o realismo modal de Lewis, segundo o qual cada objeto habita apenas um mundo possível.
Argumentos comuns para o realismo modal referem-se à sua utilidade teórica para o raciocínio modal e a expressões comumente aceitas na linguagem natural que parecem implicar compromissos ontológicos com mundos possíveis. Uma objeção comum ao realismo modal é que ele leva a uma ontologia inflacionada, o que alguns consideram ir contra a Navalha de Occam. Críticos do realismo modal também apontaram que é contraintuitivo permitir que objetos possíveis tenham o mesmo status ontológico que objetos reais. Essa linha de pensamento foi ainda mais desenvolvida no argumento da moralidade ao mostrar como um tratamento igual de pessoas reais e não reais levaria a consequências altamente implausíveis para a moralidade, culminando no princípio moral de que toda escolha é igualmente permitida.

## O termomundo possível
O termo remete à teoria dos mundos possíveis de Leibniz, usado para analisar a necessidade, possibilidade, e conceitos modais similares. Em resumo: o mundo atual é considerado meramente um entre um conjunto infinito de mundos logicamente possíveis, alguns "mais próximos" do mundo atual e outros mais distantes. Uma proposição é necessária se for verdadeira em todos os mundos possíveis, e possível se for verdadeira em pelo menos um.

## Princípios
No cerne do realismo modal de David Lewis estão seis doutrinas centrais sobre mundos possíveis:
1. Mundos possíveis existem - eles são tão reais quanto o nosso mundo.
2. Mundos possíveis são do mesmo tipo que o nosso mundo - eles diferem em conteúdo, não em tipo.
3. Mundos possíveis não podem ser reduzidos a algo mais básico - são entidades irreduzíveis por si próprios.
4. A atualidade é indexical. Quando distinguimos nosso mundo de outros mundos possíveis afirmando que apenas ele é atual, queremos dizer apenas que é nosso mundo.
5. Mundos possíveis são unificados pelas inter-relações espaço-temporais de suas partes; cada mundo é isolado espaço-temporalmente de todos os outros mundos.
6. Mundos possíveis são causalmente isolados uns dos outros.

## Detalhes e alternativas
Na filosofia, os mundos possíveis geralmente são considerados reais, mas possibilidades abstratas (ou seja, platonismo), ou às vezes como uma mera metáfora, abreviação, ou como dispositivos matemáticos, ou uma mera combinação de proposições.
O próprio Lewis não apenas afirmou levar o realismo modal a sério (embora tenha lamentado sua escolha da expressão realismo modal), ele também insistiu que suas afirmações deveriam ser interpretadas literalmente:
Com que direito chamamos os mundos possíveis e seus habitantes de entidades desacreditadas, inadequadas para serviços filosóficos, a menos que possam implorar redenção da filosofia da linguagem? Eu não conheço nenhuma acusação contra os possíveis que não possa ser feita com igual justiça contra os conjuntos. No entanto, poucas consciências filosóficas hesitam na teoria dos conjuntos. Conjuntos e possíveis igualmente contribuem para uma ontologia lotada. Conjuntos e possíveis igualmente levantam questões para as quais não temos como responder. [...] Proponho-me a ficar igualmente indiferente a esses mistérios igualmente misteriosos.
Quantos mundos possíveis existem? Em que aspectos eles variam e o que é comum a todos eles? Eles obedecem a uma lei não trivial de identidade dos indiscerníveis? Aqui estou em desvantagem em comparação com alguém que finge, como uma figura de linguagem, acreditar em mundos possíveis, mas na realidade não acredita. Se os mundos fossem criaturas da minha imaginação, eu poderia imaginá-los da maneira que quisesse, e poderia lhe dizer tudo o que você deseja ouvir simplesmente continuando minha criação imaginativa. Mas, como acredito que realmente existem outros mundos, tenho o direito de confessar que há muito sobre eles que eu não sei, e que não sei como descobrir.

## Críticas
Vários filósofos, incluindo o próprio Lewis, produziram críticas ao (que alguns chamam de) "realismo extremo" sobre mundos possíveis.
Peter Forrest argumenta que o realismo modal nos dá motivo para duvidar do método da indução, pois de acordo com o realismo modal, existe um mundo onde somos enganados pelos nossos sentidos e podemos estar neste mundo.
James F. Ross argumenta que quando Lewis afirma que as declarações contrafactuais são verdadeiras no sentido de que é o caso em outro mundo que tal coisa ocorreu, ele "analisa nossas declarações contrafactuais em algo que não queremos dizer". Hilary Putnam igualmente escreve "não é necessário pensar em uma 'maneira' como o mundo poderia ter sido como outro mundo" e pergunta por que "não se poderia dizer que uma 'maneira' como o mundo poderia ser é apenas uma propriedade, uma característica, por mais complicada que seja, que todo o mundo poderia ter tido, em vez de outro mundo do mesmo tipo que o nosso próprio".

### Crítica de Lewis
A própria apresentação estendida da teoria por Lewis (Sobre a Pluralidade dos Mundos, 1986) levanta e depois refuta várias linhas de argumentação contra ela. Esse trabalho não apenas introduz a teoria, mas também sua recepção entre os filósofos. As muitas objeções que continuam sendo publicadas são tipicamente variações de uma ou outra das linhas que Lewis já discutiu.
Aqui estão algumas das principais categorias de objeção:
- Contraintuitividade catastrófica. A teoria não se coaduna com nossas intuições mais profundas sobre a realidade. Isso é às vezes chamado de "o olhar incrédulo", pois carece de conteúdo argumentativo e é apenas uma expressão do ultraje que a teoria representa para a ortodoxia filosófica e pré-filosófica do "bom senso". Lewis está preocupado em apoiar os pronunciamentos do bom senso em geral: "O bom senso é um corpo de teoria estabelecido - teoria popular não sistemática - que, em qualquer caso, acreditamos; e presumo que somos razoáveis em acreditar nisso. (A maior parte disso.)" (1986, p. 134). Mas a maior parte não é tudo (caso contrário, não haveria lugar para a filosofia), e Lewis considera que argumentos razoáveis e o peso de considerações como eficiência teórica nos obrigam a aceitar o realismo modal. As alternativas, argumenta ele extensamente, podem ser mostradas por si mesmas para produzir conclusões ofensivas às nossas intuições modais.
- Ontologia inflacionada. Alguns[10] objeto que o realismo modal postula vastamente muitas entidades, em comparação com outras teorias. Portanto, argumentam, é vulnerável à Navalha de Occam, segundo a qual devemos preferir, tudo o mais sendo igual, aquelas teorias que postulam o menor número de entidades. A resposta de Lewis é que nem tudo está igual, e em particular contas concorrentes de mundos possíveis eles próprios postulam mais classes de entidades, já que deve haver não apenas um "mundo concreto" real (o mundo atual), mas muitos mundos de uma classe completamente diferente ("abstratos" de alguma forma).
- Muitos mundos. Esta é talvez uma variante da categoria anterior, mas se baseia em apelos à propriedade matemática em vez de princípios ocaminianos. Alguns argumentam que os princípios de "criação de mundos" de Lewis (meios pelos quais poderíamos estabelecer a existência de mundos adicionais pela recombinação de partes de mundos que já pensamos existir) são muito permissivos. Tão permissivos são eles que o número total de mundos deve exceder o que é matematicamente coerente. Lewis permite que existam dificuldades e sutilezas a serem abordadas nesse aspecto (1986, pp. 89–90). Daniel Nolan ("Recombinação ilimitada", Estudos Filosóficos, 1996, vol. 84, pp. 239–262) apresenta um argumento sustentado contra certas formas da objeção; mas variações sobre ela continuam a aparecer.
- Universos insulares. Na versão de sua teoria que Lewis favorece fortemente, cada mundo é distinto de todos os outros mundos por ser espacial e temporalmente isolado deles. Alguns objetaram que um mundo no qual universos espacial e temporalmente isolados ("universos insulares") coexistem não é possível, segundo a teoria de Lewis (veja, por exemplo, Bigelow, John, e Pargetter, Robert, "Além do olhar vazio", Theoria, 1987, Vol. 53, pp. 97–114). A consciência de Lewis dessa dificuldade o incomodava; mas ele poderia ter respondido que outros meios de distinguir mundos podem estar disponíveis, ou alternativamente que às vezes inevitavelmente haverá mais consequências surpreendentes e contra intuitivas - além do que pensávamos estar comprometidos no início de nossa investigação. Mas esse fato em si não é surpreendente. Plantinga também se pergunta por que pensaríamos que a possibilidade está fundamentada em algum outro contraparte multiverso para mim se descobríssemos outros universos. Se não, então por que pensar que o mesmo se aplicaria aos mundos possíveis como um todo?[11]
- Finalmente, algumas dessas objeções podem ser combinadas. Por exemplo, uma[12] Podemos pensar que o realismo modal é desnecessário porque a teoria do multiverso pode realizar todo o trabalho modal (por exemplo, muitas interpretações "de mundos" da mecânica quântica).

Um tema persistente nas respostas de Lewis aos críticos do realismo modal é o uso do argumento tu quoque: a sua explicação falharia da mesma forma que você afirma que a minha falharia. Uma grande virtude heurística da teoria de Lewis é que ela é suficientemente definida para que objeções ganhem alguma base; mas essas objeções, uma vez claramente articuladas, podem ser igualmente aplicadas contra outras teorias da ontologia e epistemologia dos mundos possíveis.